# Austin 25/30
La 25/30 è un'autovettura prodotta dall'Austin dal 1906 al 1907. È stato il secondo modello prodotto dalla casa automobilistica britannica.

## Contesto
Il telaio era il medesimo di quello montato sulla 15/20, e pesava 914 kg. La carrozzeria era torpedo quattro posti. La 25/30 fu la prima vettura a portare il nome Austin, dato che il primo modello prodotto dalla casa automobilistica, la 15/20, venne commercializzato con il nome completo del fondatore, Herbert Austin.
La 25/30 aveva installato un motore a quattro cilindri in linea che derivava da quello installato sulla 15/20. Al propulsore di quest'ultima venne infatti aumentato l'alesaggio da 105 mm a 115 mm, tenendo però inalterata la corsa, che era determinata dall'albero motore, a 127 mm. La cilindrata, di conseguenza, raggiunse i 5.278 cm³.
La produzione terminò nel 1907 senza il lancio sul mercato di nessun modello successore.